# Rally de La Nucía-Mediterráneo de 2019
El Rally de La Nucía-Mediterráneo de 2019 fue la 25.ª edición y la décima ronda de la temporada 2019 del Campeonato de España de Rally. Se celebró entre el 8 y el 11 de noviembre y contó con un itinerario de once tramos que sumaban un total de 152,59 km cronometrados.
Pepe López se adjudicó la victoria y además el campeonato de España matemáticamente a falta de una prueba por disputarse. Iván Ares que había luchado con López por el primer puesto tuvo que abandonar en el penúltimo tramo tras romper la transmisión e iniciarse un conato de incendio que lo obligó a detenerse para apargarlo con el consiguiente abandono de carrera. El otro piloto de Hyundai, Pernía lograba la segunda posición, su séptimo podio de la temporada mientras que José Luis Peláez con un Ford Fiesta R5 se hacía con la tercera plaza.
Por su parte Nicolás Cabanes se imponía tanto en la Copa Suzuki Swift como en la Suzuki Swift Júnior, por delante de Pablo Medina y Unai de La Dehesa, segundo y tercero respectivamente.

## Itinerario
| Día   | Tramo | Nombre             | Distancia | Hora  | Ganador         | Tiempo  | Líder      |
| ----- | ----- | ------------------ | --------- | ----- | --------------- | ------- | ---------- |
| Día 1 | TC1   | Karting Finestrat  | 1.72 km   | 20:00 | Pepe López      | 1:36.1  | Pepe López |
| Día 1 | TC2   | Relleu-Penaguila   | 21.48 km  | 08:14 | Iván Ares       | 13:16.8 | Iván Ares  |
| Día 1 | TC3   | Gorga-Facheca      | 12.81 km  | 08:53 | Iván Ares       | 8:18.4  | Iván Ares  |
| Día 1 | TC4   | Tomás Ortíz        | 7.03 km   | 09:16 | Pepe López      | 4:04.8  | Iván Ares  |
| Día 1 | TC5   | Relleu-Penaguila 2 | 21.48 km  | 12:08 | Surhayen Pernía | 13:17.7 | Pepe López |
| Día 1 | TC6   | Gorga-Gorga        | 13.42 km  | 12:47 | Iván Ares       | 8:25.7  | Pepe López |
| Día 1 | TC7   | El Rebolcat        | 13.75 km  | 13:37 | Pepe López      | 7:44.5  | Pepe López |
| Día 1 | TC8   | Petracos-Pego      | 18.41 km  | 16:43 | Pepe López      | 11:12.4 | Pepe López |
| Día 1 | TC9   | Coll de Rates      | 12.04 km  | 17:49 | Iván Ares       | 7:18.3  | Pepe López |
| Día 1 | TC10  | Petracos-Pego 2    | 18.41 km  | 19:10 | Pepe López      | 11:12.0 | Pepe López |
| Día 1 | TC11  | Coll de Rates 2    | 12.04 km  | 20:10 | Surhayen Pernía | 7:22.0  | Pepe López |

## Clasificación final
| Pos.              | Piloto                    | Copiloto           | Automóvil             | Tiempo    | Diferencia |
| General           | General                   | General            | General               | General   | General    |
| ----------------- | ------------------------- | ------------------ | --------------------- | --------- | ---------- |
| 1.                | Pepe López                | Borja Rozada       | Citroën C3 R5         | 1:34:14.9 | 0.0        |
| 2.                | Surhayen Pernía           | Alba Sánchez       | Hyundai i20 R5        | 1:34:39.7 | +24.8      |
| 3.                | José Luis Peláez          | Rodolfo del Barrio | Ford Fiesta R5        | 1:37:20.1 | +3:05.2    |
| 4.                | Joan Vinyes               | Jordi Mercader     | Suzuki Swift Sport R+ | 1:38:07.6 | +3:52.7    |
| 5.                | Javier Pardo              | Adrián Pérez       | Suzuki Swift Sport R+ | 1:39:52.6 | +5:37.7    |
| 6.                | Miguel Ángel Fuster       | Rodrigo Sanjuan    | Ford Fiesta R5        | 1:42:22.1 | +8:07.2    |
| 7.                | Francisco Javier Polidura | Diego Sanjuan      | Ford Fiesta R5 MK2    | 1:45:49.2 | +11:34.3   |
| 8.                | Nicolás Cabanes           | Javi Moltó         | Suzuki Swift Sport    | 1:46:48.4 | +12:33.5   |
| 9.                | Pablo Medina              | Ariday Bonilla     | Suzuki Swift Sport    | 1:47:08.3 | +12:53.4   |
| 10.               | Unai de La Dehesa         | Alain Peña         | Suzuki Swift Sport    | 1:47:09.8 | +12:54.9   |
| Copa Suzuki Swift |                           |                    |                       |           |            |
| 1. (8.)           | Nicolás Cabanes           | Javi Moltó         | Suzuki Swift Sport    | 1:46:48.4 | 0.0        |
| 2. (9.)           | Pablo Medina              | Ariday Bonilla     | Suzuki Swift Sport    | 1:47:08.3 | +19,9      |
| 3. (10.)          | Unai de La Dehesa         | Alain Peña         | Suzuki Swift Sport    | 1:47:09.8 | +21,4      |